# Henri Bataille
Henri Bataille, nacido el  25 de septiembre de 1908 en Vaucouleurs, Meuse y fallecido el  23 de noviembre de 2008 en Nancy, Moselle, fue un historiador y arqueólogo francés, especialista en  Juana de Arco.

## Datos biográficos
Fue el fundador y el primer presidente de la Asociación de Salvaguarda del Patrimonio de Jeanne de Arco en Vaucouleurs, Francia.
Formó parte miembros de la Academia de Stanislas.
También aportó su esfuerzo en la Société d'histoire de la Lorraine y del Museo Lorrain.

## Distinciones
- Condecorado en el concurso Chefs-de œuvre en danger.
- Premio Erckmann-Chatrian.

## Condecoraciones
- Caballero de la Orden Nacional al Mérito de la república francesa.

## Obra
- Vaucouleurs, su historia, su cambio de horizonte, Imprenta Bailly & Wettstein, 1935.
- Juana de Arco en Vaucouleurs (con Jean Bergeaud, radio reportaje), 1936.
- La salida de Juana de Arco, o cómo la pequeña predicó su cruzada acompañado de Historia de Vaucouleurs y de sus alrededores (préface de Louis Madelin de la Academia Francesa). Imprenta E. Pigelet, París, 1945.
- Rehabilitación al castillo de Juana de Arco, La gran historia del castillo de Vaucouleurs. Imprenta Lacrampe y Cie, Lourdes, 1956.
- Juana de Arco en Vaucouleurs. Un grande olvidado. París, imprenta de la Auxerrois.
- Los Remparts que ha salvado Juana de Arco, Imprenta Fetzer, 1964.
- Juana de Arco, Baudricourt, Vaucouleurs, Imprenta Humblot Nancy, 1973.
- Cómo Juana de Arco está resultando Juana de Arco, Imprenta Humblot Santo-Dié, 1976.